# Golovin Vlagyimir
Golovin Vlagyimir (Odessza, 1970. március 21. –)  ukrán–magyar kettős állampolgárságú kézilabdázó, kézilabdaedző, a 2018-ban világ-, majd egy évvel később Európa-bajnok magyar junior női válogatott szövetségi kapitánya. 2021 augusztusától a felnőtt női válogatott szövetségi kapitánya.

## Pályafutása
Golovin Vlagyimir a Szovjetunióban, a mai Ukrajna területén született, Odessza városában. 1992-ben költözött Magyarországra, ahol játékosként a Szolnoki KC, a Kiskőrös KSK, a Százhalombattai KE, a Hargita KC, majd pályafutása utolsó éveiben a Dabasi KC csapataiban játszott, ahol magyar állampolgárságot is kapott.
Negyvenéves korában egy súlyos sérülés miatt visszavonult, edzőként pedig alsóbb osztályú csapatoknál kezdett dolgozni. Irányította a százhalombattai férfi csapatot, majd dolgozott a Kispest és a Bugyi SE női csapatainál. A női élvonalban a Kiskunhalas NKSE élén mutatkozott be, akiket a 2012–2013-as szezonban a Magyar Kupa legjobb négy csapata közé vezetett. Ezt követően a Siófok KC vezetőedzője lett. Ezzel párhuzamosan a junior női válogatott mellett is dolgozott Róth Kálmán segítőjeként, akikkel a 2012-es csehországi világbajnokságon bronzérmet szerzett.
A Balaton-parti csapatot két szezonon át irányította, a 2014–2015-ös szezon végén távozott az együttes éléről. 2015 áprilisában az MTK Budapest élére nevezték ki, ahonnan 2021 novemberében távozott.
2018 márciusában a távozó Hajdú János után ő vette át a junior női válogatott irányítását, akikkel a hazai rendezésű 2018-as világbajnokságon aranyérmet szerzett. Egy évvel később irányításával a juniorok Győrben megnyerték az Európa-bajnokságot is.
2021. augusztus 31-én a Magyar Kézilabda Szövetség elnöksége a felnőtt női válogatott szövetségi kapitányává nevezte ki. Vezetésével a párizsi olimpiai játékokon a válogatott a 6. helyen végzett. 
A 2024-es Európa-bajnokságon 12 év után újból bronzérmet szerzett a kontinenstornán.

## Díjai, elismerései
- Az év magyar edzője (2024)